# Lux Aeterna (Ligeti)
Lux Aeterna ist eine Vertonung des Lux aeterna von György Ligeti aus dem Jahr 1966 für sechzehnstimmigen gemischten Chor a cappella.

## Entstehungsgeschichte

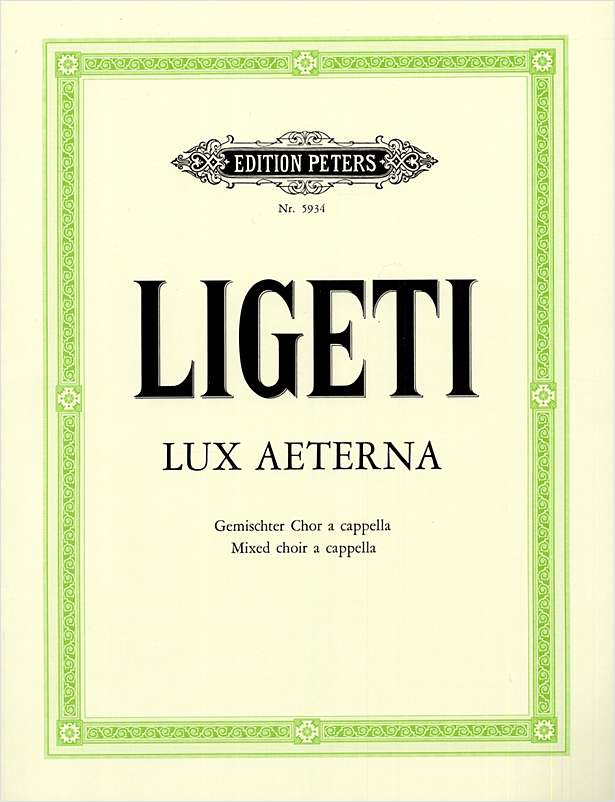
Ausgabe der Edition Peters aus dem Jahr 2002.

Der aus einer jüdischen Familie stammende Atheist Ligeti schrieb Lux Aeterna im Jahr 1966. Das Stück ist ein Auftragswerk der Schola Cantorum Stuttgart, der es gemeinsam mit ihrem Gründer Clytus Gottwald gewidmet ist, und die es 1966 uraufführte und aufzeichnete. Es wurde von der Edition Peters verlegt.
Inhaltlich steht das Werk, in dem der letzte Teil der lateinischen Totenmesse vertont ist, in Bezug zu Ligetis Requiem aus dem Jahr 1965, das nur die ersten Teile der Totenmesse enthält.
In einem Interview mit Bálint András Varga äußerte Ligeti, der verwendete Text habe ihm nur die Gelegenheit gegeben, eine musica aeterna zu schreiben, eine ewige Musik von der Vergangenheit bis in die Zukunft also, von der nur ein kleiner Auszug hörbar ist, vergleichbar der Annäherung, dem Vorbeiziehen und dem Wiederentfernen an und von einem ewigen Klangerereignis. Diese musikalische Vorstellung sei ähnlich zum Anfang und Ende seines Cellokonzerts.

## Aufbau
Der gemischte Chor ist in 16 unabhängige Stimmen – vier pro Stimmgruppe – aufgeteilt. Das Tempo ist mit 56 Schlägen pro Minute angegeben. Für den Vortrag enthält die Partitur die Anweisungen „Sostenuto, molto calmo [sehr ruhig], ‚Wie aus der Ferne‘“ und „Stets vollkommen akzentlos singen: Die Taktstriche bedeuten keine Betonung.“ Die meisten Einsätze sollen „unhörbar“ oder „sehr weich“ sein; Konsonanten vor einer Pause werden weggelassen (zum Beispiel „lucea“ statt „luceat“). Eine Aufführung dauert etwa neun Minuten.
Der Aufbau des Werks beruht auf einer tonalen Partitur, es handelt sich genauer um Mikrotonalität, weil die Töne bei der hohen Anzahl an Einzelstimmen zu Clustern verschmelzen und der Hörer nur noch Klangfarben wahrnimmt. Bei näherem Hinsehen beruht das Stück jedoch auf detailgenau ausgearbeiteter Mikropolyphonie: Für jede der 16 Stimmen gibt es eine präzise festgelegte Tonabfolge mit genau notierten Einsätzen. Die Stimmen setzen nach einem komplexen Schema ein, und – damit der Zuhörer keinen Rhythmus wahrnehmen kann –, singen einige Stimmen stets „übliche“ 1:4-Teilungen, während andere triolische Teilungen und wiederum andere quintolisch geteilte Rhythmen singen. Genauer betrachtet wendet Ligeti hier die Technik eines Mikrokanons an, bei dem sich einzelne Tonhöhenänderungen nacheinander, von einer Stimme ausgehend, mit äußerst kurzen Zeitabständen zwischen den jeweiligen Stimmeinsätzen auf die anderen Stimmen ausbreiten. Das Ergebnis ist ein statischer und gleichzeitig fluktuierender, nicht greifbarer Klang mit sich stets neu mischenden Obertönen. Harmonisch enthält das Stück immer wieder auch tonale Akkorde.
Der Text folgt der lateinischen Vorlage, für den Zuhörer sind wegen des akzentlosen, unbetonten Gesangs aber keine Wörter erkennbar.
Das Stück lässt sich in vier Teile gliedern: Im ersten Teil singen zunächst nur die acht Frauenstimmen wie im Kyrie aus Ligetis zuvor komponierten Requiem kanonartig nacheinander einsetzend vom f′ ausgehend auf „lux aeterna“ einen Cluster. Nach etwa der Hälfte dieses Teils geht der Text in „luceat eis“ über und die Frauenstimmen werden von den Tenören unterstützt. Schließlich lösen sich die Klänge in den beiden Tönen a′/a″ auf.
Zu Beginn des zweiten Teils setzen gemäß einer ausführlichen Partituranweisung „mehrere Bassisten, deren Falsetto besonders gut ist“ im Falsett auf dem Wort „Domine“ mit einem Cluster ein und die Frauenstimmen aus. Die Männerstimmen singen nach dem oben beschriebenen kanonartigen rhythmischen Muster „cum sanctis tuis in aeternum quia pius es“.
Im dritten Teil setzt der Frauenchor wieder mit dem Text „Requiem aeternam“ ein und der Klang spannt sich zu einem Cluster mit weitem Ambitus. Die Männerstimmen bleiben beim Text „quia pius es“. Nacheinander gehen die komplexen Rhythmen in ausgehaltene Noten über. Die Partituranweisung „morendo“ (versterbend) führt in eine Pause – zunächst des Soprans, dann auch im Alt, im Bass und schließlich im Tenor.
Schließlich setzen zunächst die Bässe und dann die Altstimmen und schließlich die Soprane noch einmal ein. Ein letzter groß aufgefächerter Cluster setzt überraschend ein, verschwindet ebenso und lässt nur einen letzten Klang der Bässe und Altstimmen übrig. Das Stück endet mit dem Wort „lucea(t)“, das mit einem „morendo“ im Nichts verschwindet, wobei das letzte „t“ nicht ausgesprochen werden soll. Auf den letzten Ton folgen schließlich sieben Takte Stille („Chor tacet“).

## Rezeption
Das Stück ist das bekannteste Chorwerk Ligetis. Musikgeschichtlich ist es von Bedeutung für die Entwicklung der Chormusik, da es statt hörbarer Mehrstimmigkeit und eines erkennbaren Rhythmus lediglich aus „schwebenden Klangfeldern“ besteht.
Ulrich Dibelius schrieb über das Werk: „Die Mystik, die der katholischen Liturgie anhaftet, wurde hier in eine klare Haltung existentieller Bewusstheit überführt, ins Daseinshelle gehoben, ja eigentlich in konträrer Richtung zum Weltlichen hin transzendiert. Beide Werke fragen, genau wie jede Religion, nach den Rätselhaftigkeiten und Unerforschlichkeiten des Lebens, suchen aber nicht das Irrationale als unverstehbare, gottgewollte Ordnung hinzunehmen, gar als Fatum anzubeten, sondern mit offenem Blick, mit Ahnung und freier, empfänglicher Sensibilität zu durchdringen.“
Besonders erwähnenswert ist die Verwendung des Stücks in der Erstaufnahme mit der Schola Cantorum Stuttgart unter der Leitung von Clytus Gottwald im Film 2001: Odyssee im Weltraum von Stanley Kubrick während Floyds Fahrt über den Mond. In dem Film aus dem Jahr 1968 sind an weiteren Kompositionen Ligetis außerdem noch Atmosphères (während des handlungslosen Vorspanns) und das Kyrie aus dem Requiem (bei Erscheinen des Monolithen) sowie Aventures (im Zimmer am Ende des Films) zu hören. Bei der Verwendung von Ligetis Werken handelte es sich um eine Urheberrechtsverletzung, da Kubrick als Produzent für das Synchronisationsrecht bei Ligeti zunächst keine Lizenz eingeholt hatte.